# Open circuit
Open Circuit (englisch für „Offene Schaltung“) bezeichnet in der Elektrotechnik Ausgänge von elektrischen Schaltungen,  die einen hochohmigen („offenen“) Zustand einnehmen können. In diesem Zustand führen die angeschlossenen Leitungen kein vom Ausgang vorgegebenes elektrisches Potential. Stattdessen verhalten sie sich idealerweise so, als wären sie gerade von der Schaltung abgetrennt. In der Praxis sind elektrische Bauteile nie ganz offen (kein unendlicher Widerstand) oder geschlossen, sondern haben auch geschlossen einen geringen Übergangswiderstand und zudem noch parasitäre Kapazitäten und Induktivitäten. In diesem Artikel wird bei der Beschreibung von idealen Bauteilen ausgegangen.

## Ausgangsschaltungen
Alle im Folgenden dargestellten Techniken dienen dem Zweck, mehrere Ausgänge (von beispielsweise verschiedenen Baugruppen) an einer gemeinsamen Leitung (z. B. einer Busleitung) zu benutzen.

### Offener Kollektor/offenes Drain
Ausgangsschaltungen mit offenem Kollektor (englisch open collector), diese Bezeichnung ist bei Bipolartransistoren üblich, und die Bezeichnung des offenen Drains (englisch open drain), bei Feldeffekttransistoren üblich, verbinden im aktiven Zustand die angeschlossene Signalleitung mit einem Versorgungspotential. Im inaktiven Zustand ist der Ausgang der Schaltung hochohmig, dass das Potential der Signalleitung nicht beeinflusst wird. 
Im aktiven Zustand stellt der Ausgang bei NPN-Bipolartransistoren bzw. N-Kanal Feldeffekttransistoren eine direkte Verbindung zum niedrigeren Potential (Masse, GND) dar. Bei PNP-Bipolartransistoren bzw. P-Kanal Feldeffekttransistoren wird eine direkte Verbindung zu dem positiven Versorgungspotential (Vcc) hergestellt.
Verwendung finden solche Ausgänge unter anderem zusammen mit einem Pull-up-Widerstand, der im inaktiven Zustand das hohe Potential auf den Ausgang legt. Nachteilig ist hierbei mitunter die langsame steigende Signalflanke, die entsteht, weil der relativ hochohmige Widerstand eine gewisse Zeit benötigt, um die (parasitären) Kapazitäten von Ausgang und Verbindungsleitung aufzuladen.
Es gibt nicht zwingend eine übergeordnete Instanz, die bestimmt, welcher Ausgang arbeiten darf. Benutzt wird diese Technik z. B. beim I²C-Bus.

### Tristate

Zwei Tristate-Ausgänge mit Pull-up-down-Widerständen an der Signalleitung

Tristate-Ausgangsschaltungen verbinden die angeschlossene Signalleitung entweder mit dem höheren Potential, dem niedrigeren Potential, oder sie lassen sie unbeeinflusst, weisen also drei Zustände auf. Der hochohmige Zustand wird bei integrierten Schaltungen durch einen speziellen Freigabeeingang gesteuert und auch als Tri-Z bezeichnet. Im inaktiven Zustand ist der Ausgang der Schaltung hochohmig, so dass das Potential der Signalleitung nicht beeinflusst wird. 
Im Ersatzschaltbild für diesen hochohmigen Zustand kann der Ausgang völlig entfallen. Im aktiven Zustand stellt der Ausgang entweder eine direkte Verbindung zum niedrigeren oder zum höheren Potential dar.
Bei der Benutzung von Tristate-Ausgängen benötigt man eine Instanz, die festlegt, welcher Ausgang aktiv ist. Bei einem Mikroprozessorbus beispielsweise ist dies ein Adressdekoder, der (abhängig von der Adresse auf dem Adressbus) über die Freigabeleitungen eine der Baugruppen auswählt, die darauf ihren Ausgang bzw. ihre Ausgänge aktiviert.

### Sustained-Tri-State
Ein Ausgang mit Sustained-Tri-State stellt in gewisser Weise eine Mischform aus Tristate und offenem Kollektor dar. Wenn die Schaltung einer Baugruppe einen Ausgang inaktivieren will, legt sie den Ausgang eine kurze Zeit auf das hohe Potenzial, ehe die Ausgangsleitung ganz freigegeben wird. Dadurch wird die Ausgangsleitung sofort auf das hohe Potenzial gelegt, ohne dass der Pull-up-Widerstand die parasitären Kapazitäten laden muss. Die anderen Baugruppen müssen den Ausgang beobachten und ggf. die aktive Phase abwarten, ehe sie den Ausgang aktivieren, damit nicht mehr als eine aktive Schaltung an der Leitung arbeitet – sonst würde es zu Fehlfunktionen kommen, wenn eine Baugruppe die Ausgangsleitung freigeben will, während sie von einer anderen noch auf niedrigem Potenzial gehalten wird.
Benutzt wird dieses Verfahren z. B. beim PCI-Bus.

## Beschaltung der Signalleitungen

### Pull-down
Pull-down bezeichnet in der Elektrotechnik einen (relativ hochohmigen) Widerstand, der eine Signalleitung mit dem niedrigeren Spannungs-Potential verbindet. Durch ihn wird die Leitung auf das niedrige Potential gebracht, für den Fall, dass kein Ausgang die Leitung aktiv auf ein höheres Potential bringt. Übliche Werte liegen im Bereich von 1 kΩ bis rund 50 kΩ.

Pull-down-Widerstand. Signalleitung bei offenem Taster auf niedriges Potential (GND) "gezogen"

### Pull-up
Pull-up bezeichnet in der Elektrotechnik einen (relativ hochohmigen) Widerstand, der eine Signalleitung mit dem höheren Spannungs-Potential verbindet. Durch ihn wird die Leitung auf das höhere Potential gebracht, für den Fall, dass kein Ausgang die Leitung aktiv auf ein niedrigeres Potential bringt. Übliche Werte liegen im Bereich von 1 kΩ bis rund 50 kΩ.

### Pull-up-down
Pull-up-down-Beschaltungen bei dreiwertigen Signalleitungen verbinden diese sowohl mit dem höheren als auch mit dem niedrigeren Potential. Durch die Dimensionierung der Widerstände als Spannungsteiler wird die Leitung auf ein gewünschtes Mittenpotential gebracht, für den Fall, dass kein Ausgang die Leitung aktiv auf ein höheres oder niedrigeres Potential bringt.

## Symbole nach IEEE-Norm
Die grafischen Symbole sind in der IEEE-Norm 91/91a-1984 festgelegt.
| Symbol | Beschreibung |
| ------ | --- |
|        | Normaler, unverzögerter Ausgang |
|        | Allgemeines Zeichen für einen „Offenen Ausgang“, z. B. den Open-Collector-Ausgang |
|        | Offener Ausgang H-Typ mit niederohmigem H-Pegel und hochohmigem L-Pegel Mit diesen Ausgängen sind Wired-OR-Verknüpfungen möglich. An die Wired-OR-Verknüpfung muss zusätzlich noch ein externer Pull-down-Widerstand geschaltet sein. |
|        | Offener Ausgang L-Typ mit hochohmigem H-Pegel und niederohmigem L-Pegel Mit diesen Ausgängen sind Wired-AND-Verknüpfungen möglich. An die Wired-AND-Verknüpfung muss zusätzlich noch ein externer Pull-up-Widerstand geschaltet sein. |
|        | Allgemeines Zeichen für passiven Pull-up- bez. Pull-down-Ausgang |
|        | Passiver Pullup-Ausgang mit H-Pegel durch Pull-up-Widerstand und niederohmigem L-Pegel |
|        | Passiver Pulldown-Ausgang mit niederohmigem H-Pegel und L-Pegel durch Pull-down-Widerstand |
|        | Tri-State-Ausgang mit drei Zuständen (H-Pegel, L-Pegel und Hochohmig) |